# Pseudotensordichte
Der Begriff Pseudotensordichte bezeichnet ein Tupel von Zahlen, deren Werte von der gewählten Basis eines Vektorraums abhängen. Dabei genügt diese Abhängigkeit bei einem Basiswechsel ähnlichen Transformationsformeln, wie sie für die Komponenten eines Tensors gelten. Der Unterschied gegenüber einem Tensor besteht lediglich darin, dass bei einer Pseudotensordichte zur Transformation jeweils noch mit einer Potenz des Betrags der Jacobideterminante sowie mit deren Vorzeichen multipliziert wird.
Mathematische Fortschritte der 1980er Jahre haben Pseudotensoren als Schnitte von Jet-Bündeln interpretiert.

## Definition und Beispiel
Für beliebige geordnete Basen B eines n-dimensionalen Vektorraums V mögen die Größen {\displaystyle T_{{j_{1}}\dots {j_{m}}}(B);\ j_{1},\ldots ,j_{m}\in \{1,\ldots ,n\}} bei einer Basistransformation von einer geordneten Basis {\displaystyle C=(c_{1},\ldots ,c_{n})} zu einer anderen geordneten Basis {\displaystyle C'=(c_{1}',\ldots ,c_{n}')} stets die Formel
{\displaystyle T_{{i_{1}}\dots {i_{m}}}(C')=\sum _{j_{1}=1}^{n}\dots \sum _{j_{m}=1}^{n}\operatorname {sgn}(\Delta )|\Delta |^{\beta }\,a_{i_{1}}^{j_{1}}\dots a_{i_{m}}^{j_{m}}\,T_{{j_{1}}\dots {j_{m}}}(C);\ i_{1},\ldots ,i_{m}\in \{1,\ldots ,n\}}
erfüllen. Dabei bezeichne {\displaystyle (a_{i}^{j})} die Transformationsmatrix für den Basisübergang von C zu C', das heißt {\displaystyle \textstyle c_{i}'=\sum _{j=1}^{n}a_{i}^{j}c_{j},\ i\in \{1,\ldots ,n\}}, und {\displaystyle \Delta } bezeichne die Determinante dieser Transformationsmatrix.
Dann nennt man die Menge der {\displaystyle T_{{j_{1}}\dots {j_{m}}}(B);\ j_{1},\ldots ,j_{m}\in \{1,\ldots ,n\}} eine m-fach kovariante Pseudotensordichte vom Gewicht {\displaystyle \beta }.
Entsprechend kann man in Analogie zu Tensoren auch kontravariante und gemischte Pseudotensordichten definieren.
Für {\displaystyle \beta =0} spricht man von einem Pseudotensor. Ein einfach ko- oder kontravarianter Pseudotensor heißt Pseudovektor.
Ein Beispiel für eine kovariante Pseudotensordichte vom Gewicht −1 (mit m=n) ist das Levi-Civita-Symbol. Bei ihm bleiben bei einem Basiswechsel die Größen {\displaystyle T_{j_{1}\dots j_{n}}(B)} unverändert.